# سفارة تركيا في إيران
سفارة تركيا في إيران (بالتركية: İran'daki Türkiye Büyükelçiliği)‏ هي أرفع تمثيل دبلوماسي لدولة تركيا لدى إيران. تقع السفارة في طهران وهي تهدف لتعزيز المصالح التركية في إيران.

## تاريخ السفارة[5]
بحسب المصادر الإيرانية، فإن الإفتتاح الرسمي للسفارة كان عام 1851 م، وكان أول سفير دائم لتركيا في طهران هو أسعد أفندي الذي تم تعيينه عام 1835.
في عام 1877 في عهد السلطان عبد الحميد، خلال بعثة منيف باشا، تم شراء أرض مقر السفارة التركية للسفير (الذي كان أيضًا وزير التعليم)،  تبلغ مساحة الأرض حوالي «65000 م٢». 
مبنى المستشارية في شارع فردوسي. وكذلك مبنى السكن في بول الرومي الذي تم بناؤه في زمن السفير أنيس أكايغان (1934-1939)، تم استخدام كلا المبنيين منذ عام 1939.
المبنى الواقع على شارع فردوسي. كان يستخدم كمستشارية وإقامة حتى عام 1964. في عام 1964 تم نقل مبنى الإقامة إلى القطب الرومي، والمهندس المعماري لكلا المبنيين هو سيفي أركان (1903-1966).
في زمن العثمانيين والفترة الأولى للجمهورية، كانت قنصليات تركيا في مدن بوشهر وحورسان وجلفا، همدان كرمانشاه، رشت، مشهد، تبريز وأورومية. بينما اليوم قنصلياتها فقط في تبريزو أورومية. في المستقبل القريب، سيتم أيضًا إنشاء قنصلية جديدة في مشهد.     

## السفراء[5]

### جمهورية تركيا(1921 - الآن)
- أحمد رشيد بك (1 يناير 1921 -)
- محي الدين باشا (7 فبراير 1923 - 3 أكتوبر 1925)
- حسن فاسفي منتش (4 أكتوبر 1925 - 5 نوفمبر 1925)
- ممدوح سيفكت إسندال (6 نوفمبر 1925 - 10 أغسطس 1926)
- حسن فاسفي منتش (11 أغسطس 1926 - 7 ديسمبر 1927)
- وهبي جيزي (8 أغسطس 1927 - 31 أغسطس 1930)
- هوسريف جيريدي (1 أكتوبر 1930 - 1 يوليو 1934)
- أنيس أكيجين (11 يوليو 1934 - 7 أغسطس 1939)
- Müşfik Selami İnegöllüoğlu (8 أغسطس 1939 - 30 سبتمبر 1939)
- سعاد دافاز (1 أكتوبر 1939 - 22 أغسطس 1941)
- إلهامي أوزيل (22 أغسطس 1941 - 26 نوفمبر 1941)
- كمال حسنو تاراي (27 نوفمبر 1941 - 30 نوفمبر 1944)
- جيميل ميروغلو (30 نوفمبر 1944 - 16 مايو 1945)
- كمال كوبرولو (16 مايو 1945 - 15 أكتوبر 1949)
- يعقوب قدري قرا عثمان أوغلو (1 أكتوبر 1949 - 25 مارس 1951)
- دميل معمر حمدي (14 أبريل 1951 - 27 يوليو 1951)
- علي تركجيلدي (28 يوليو 1951 - 29 أبريل 1955)
- جينرال عزت أكسالور (27 يوليو 1954 - 10 أبريل 1960)
- تيفيك يافوز أكتولجا (29 أبريل 1955 - 26 يوليو 1955)
- محمود ديكرتيم (10 أبريل 1960 - 30 يوليو 1960)
- فؤاد بيرم أوغلو (28 سبتمبر 1960 - 8 أغسطس 1964)
- رشاد إرهان (6 أكتوبر 1962 - 24 سبتمبر 1964)
- نجدت كينت (29 سبتمبر 1964 - 27 أبريل 1967)
- طه كريم (24 أبريل 1967 - 3 أغسطس 1969)
- ناميك يولغا (16 سبتمبر 1969 - 5 نوفمبر 1972)
- سعدي إلديم (27 نوفمبر 1972 - 10 أبريل 1975)
- رحمي جومروك أوغلو (25 مايو 1975 - 26 يوليو 1978)
- تورغوت تولومان (2 سبتمبر 1978 - 15 نوفمبر 1980)
- تانسوج بليدا (15 نوفمبر 1980 - 15 سبتمبر 1983)
- عصمت بيرسيل (27 سبتمبر 1983 - 26 ديسمبر 1986)
- فولكان فورال (1 يناير 1987 - 12 سبتمبر 1988)
- عمر إقبال (12 سبتمبر 1988 - 8 نوفمبر 1991)
- كوركماز هكتانير (29 نوفمبر 1991 - 20 مارس 1994)
- ميثات بلقان (31 مارس 1994 - 31 أكتوبر 1996)
- عثمان كوروتورك (31 أكتوبر 1996 - 6 مارس 1997)
- سنكار أوزسوي (1 مارس 1998 - 17 يوليو 1999)
- توران مورالي (1 أغسطس 1999 - 28 نوفمبر 2001)
- صلاح الدين البار (11 ديسمبر 2001 - 18 مارس 2004)
- بوزكورت اران (31 مارس 2004 - 19 يناير 2006)
- جوركان تور أوغلو (15 فبرابر 2006 - 31 أكتوبر 2007)
- سليم كارا عثمان أوغلو (7 مايو 2008 - 16 فبراير 2010)
- يوميت يرديم (11 أبريل 2010 - 16 سبتمبر 2014)
- ريزا هاكان تكين (15 أكتوبر 2014 - 15 يناير 2019)
- دريا أورس (15 يناير 2019- الآن)[6]

## القناصل العامون[1]
- أورهان إرتوغرولوغلو (1 يوليو 2006 - 1 يوليو 2009)
- علي أوردوغان أوداباس (1 سبتمبر 2009 - 15 أغسطس 2011)
- علي تولغا كايا (15 أغسطس 2011 - 31 يوليو 2013)
- محمد بولوت (19 أغسطس 2013 - 12 فبراير 2017)
- عثمان بيسمين (1 فبراير 2017 - 28 فبراير 2022)
- فهيم جيتين (31 مارس 2022 - الآن)

## وصلات خارجية
- الموقع الرسمي
- قائمة سفارات تركيا
- قائمة السفارات في إيران